# Eva Ljungström
Eva Ljungström, född 7 december 1959, är en svensk före detta friidrottare (långdistanslöpning) som tävlade för klubben Enhörna IF